# Férfi 200 méteres mellúszás a 2017-es úszó-világbajnokságon
A 2017-es úszó-világbajnokságon a férfi 200 méteres mellúszás versenyszámának döntőjét Budapesten rendezték, a Duna Arénában. A győztes az orosz Anton Csupkov lett.